# Bauladu
Bauladu (sardinsky: Baulàu) je italská obec (comune) v provincii Oristano v regionu Sardinie. Nachází se ve výšce 38 metrů nad mořem a má 633 obyvatel. Rozloha obce je 24,22 km².